# اولد بیسینگ
اولد بیسینگ (به انگلیسی: Old Basing) یک روستا در بریتانیا است که در Old Basing and Lychpit واقع شده‌است. اولد بیسینگ ۷٬۲۳۲ نفر جمعیت دارد.